# Eusébio (prepósito de Constâncio II)
Eusébio (em latim: Eusebius) foi um oficial romano do século IV, ativo sob o imperador Constâncio II (r. 337–361). Durante todo o reinado de Constâncio exerceu a função de prepósito do cubículo sagrado. Nessa posição, julgou Constâncio Galo em Pola e foi enviado em mais de uma ocasião para tratar de assuntos eclesiásticos pelo imperador. Também teve participação na demissão de Ursicino de sua posição no exército.

## Vida
Eusébio aparece pela primeira vez em 337, quando escondeu o testamento do imperador Constantino (r. 306–337). Segundo Sócrates Escolástico e Sozomeno ele ocupava o ofício de prepósito na ocasião. Se sabe que favoreceu os arianos e em 354 foi enviado por Constâncio II (r. 337–361) para encontrar-se com o papa Libério (r. 352–366) e estava presente na reunião entre Constâncio e Libério. Em 355, quando Libério foi exilado em Beroia, na Macedônia, enviou-lhe dinheiro e ele auxiliou bispos arianos a conspirar contra o patriarca Atanásio de Alexandria. Em 353-4, estava com Constâncio na Gália, e em 354 em Mediolano (atual Milão), onde intrigou contra o césar Constâncio Galo.
Eusébio foi um dos juízes de Galo em Pola, bem como suas tropas; os outros eram Malobaldo e Pentádio. Em 359, garantiu a reconvocação de Ursicino e nomeação de Sabiniano como mestre da cavalaria. Em 361, estava presente no leito de morte de Constâncio. No mesmo ano, foi executado no Tribunal da Calcedônia de Juliano, o Apóstata (r. 361–363). Diz-se que Eusébio era amplamente influente com Constâncio e enriqueceu com a propriedade de alegados traidores que foram condenados. Também se sabe que sua inimizade com Ursicino surgiu após o último se recusar a aparecer em sua casa em Antioquia. Eusébio é aludido na Oração XIV.3 de Libânio e nas epístolas 14 e Q74A-B (Contra Atanásio) de Juliano, o Apóstata.